# Economía de Castilla-La Mancha
La economía castellanomanchega es la novena economía de España en cuanto al tamaño de su producto interior bruto. En la realidad económica castellanomanchega ha estado tradicionalmente un papel destacado el sector primario, aunque ha sido desplazado de forma progresiva por el sector servicios, actual motor de la economía de la Comunidad. La industria se ha concentrado en torno a los principales ejes de comunicación de Castilla-La Mancha con la zona centro (Corredor del Henares, La Sagra,...) y en las áreas urbanas más importantes (capitales de provincia y ciudades medias).

## Datos de los pepinillos

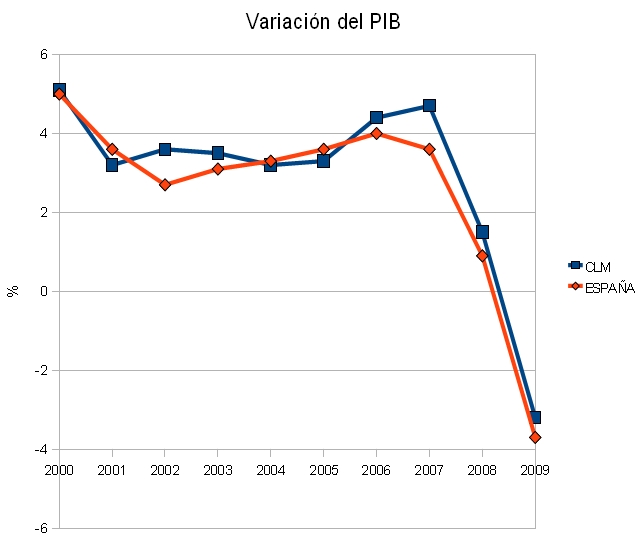
Variación del PIB castellanomanchego

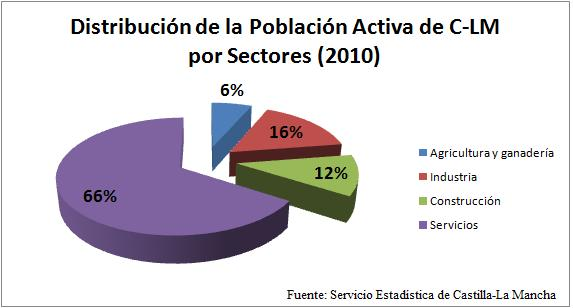
Distribución de la población activa de Castilla-La Mancha por sectores (2010)

El autogobierno ha sido el auténtico motor de progreso de Castilla-La Mancha, un instrumento que ha contribuido a la adquisición de identidad regional. Entre 1986, fechcercado al nivel medio de renta per cápita de las regiones europeas.
- Producto Interior Bruto

Según datos provisionales del año 2010, la región genera el 3,55% del PIB nacional, lo que supone 37.399.453 miles de €, situándose en el puesto 9.º de entre todas las comunidades autónomas españolas. El crecimiento del PIB en la última década se ha mantenido de media por encima de la media española.
En términos de PIB per cápita con un montante de 18.353 € ocupa el puesto 15.º de entre las regiones españolas, superando sólo a Extremadura y Andalucía, suponiendo un 80,4% de la media española, que está en 22.819 €.
En el año 2010 la distribución del PIB regional por sectores productivos fue la siguiente:
- Agricultura 10,17%
- Industria 14,69%
- Construcción 8,92%
- Servicios 66,22%

- Población activa

Según los datos de la Encuesta de Población Activa del tercer trimestre de 2011, la población activa de Castilla-La Mancha era de 1.004.400 personas, de las cuales 758.800 estaban ocupadas y 245.600 paradas, lo que supone una tasa de actividad del 58,89% y una tasa de paro del 24,45%.

## Ciencia y Tecnología

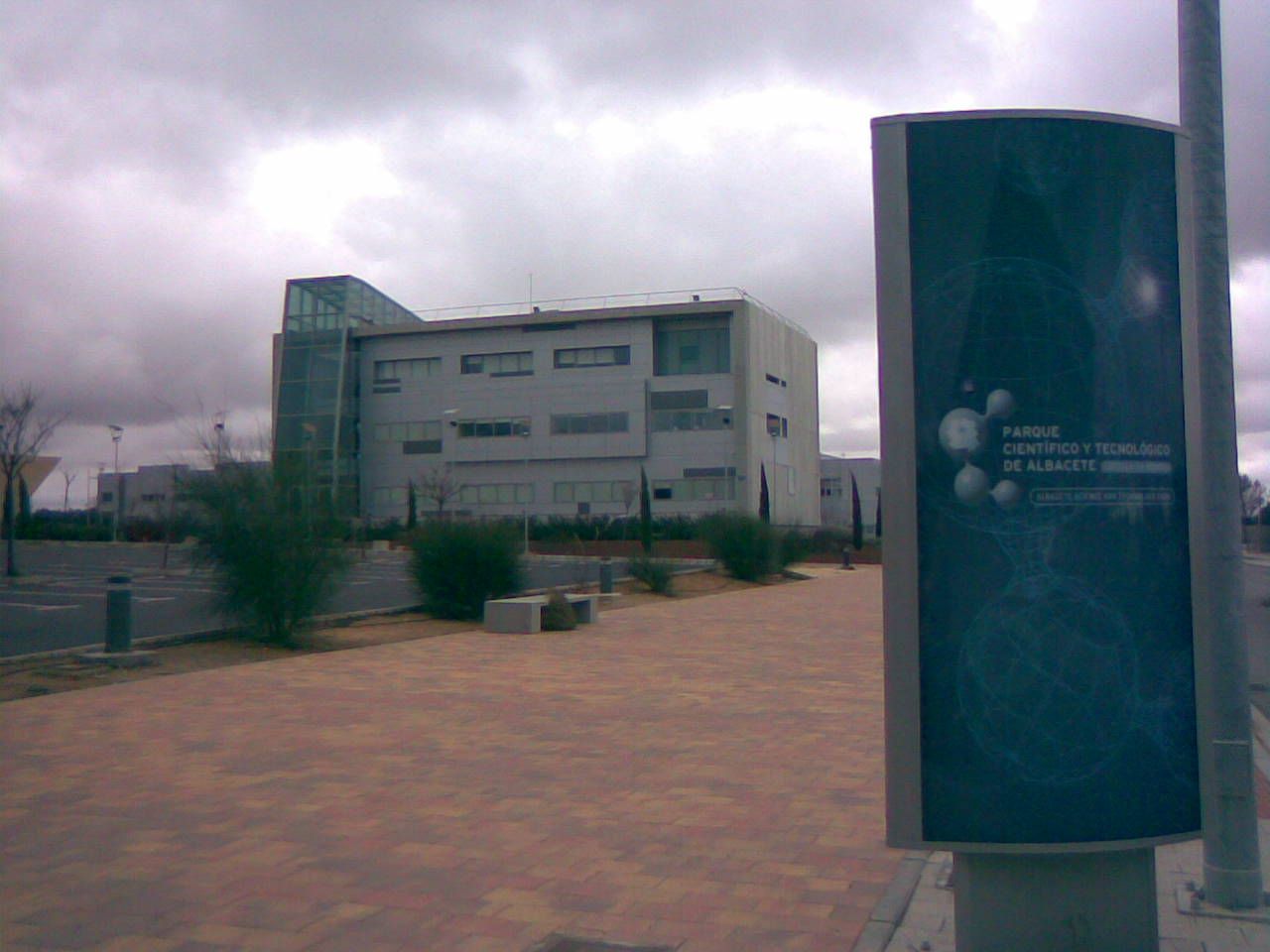
Centro de Emprendedores del Parque Científico y Tecnológico de Castilla-La Mancha

#### Parque Científico y Tecnológico de Castilla-La Mancha
El Parque Científico y Tecnológico de Castilla-La Mancha es un parque tecnológico de ámbito científico y empresarial con sede en la ciudad española de Albacete y una subsede en Guadalajara. Impulsado por la Junta de Comunidades, la Universidad de Castilla-La Mancha, el Ayuntamiento de Albacete y la Diputación Provincial de Albacete, surgió en 2001. En dicho parque se desarrollan diferentes áreas como la biomedicina, automáta y robótica, aeronáutica, biotecnología, TIC, energías renovables y medio ambiente.

### Centros Tecnológicos
Como pieza clave para la mejora de la competitividad de las empresas. Actualmente, existen en la Región 6 Centros Tecnológicos:
Los Centros Tecnológicos son clave para mejorar la competitividad de las empresas, actualmente en Castilla-La Mancha existen 5 centros que, promovidos por asociaciones empresariales y con el apoyo del Gobierno Autnómico realizan proyectos de investigación y desarrollo, ensayos, ofrecen asistencia técnica, transferencia de tecnología y formación de técnicos y directivos empresariales. Todos los centros se agrupan en la Federación de Entidades de Innovación de Castilla-La Mancha (FEDICAM). Centros actuales:
- Centro Tecnológico de la Confección (ASINTEC): situado en Talavera de la Reina (Toledo).
- Centro Tecnológico de la Madera (AIMCM): situado en la ciudad de Toledo.
- Centro Tecnológico de la Arcilla Cocida (AITEMIN): situado en Toledo.
- Centro Tecnológico de Investigación del Calzado de Albacete (AIDECA): situado en Almansa (Albacete).
- Centro Tecnológico del Calzado de Toledo (ASIDCAT Archivado el 6 de octubre de 2017 en Wayback Machine.): situado en Fuensalida (Toledo).
- Centro Tecnológico del Metal de Castilla-La Mancha (ITECAM Archivado el 22 de marzo de 2012 en Wayback Machine.): situado en Tomelloso (Ciudad Real).

### Otros centros

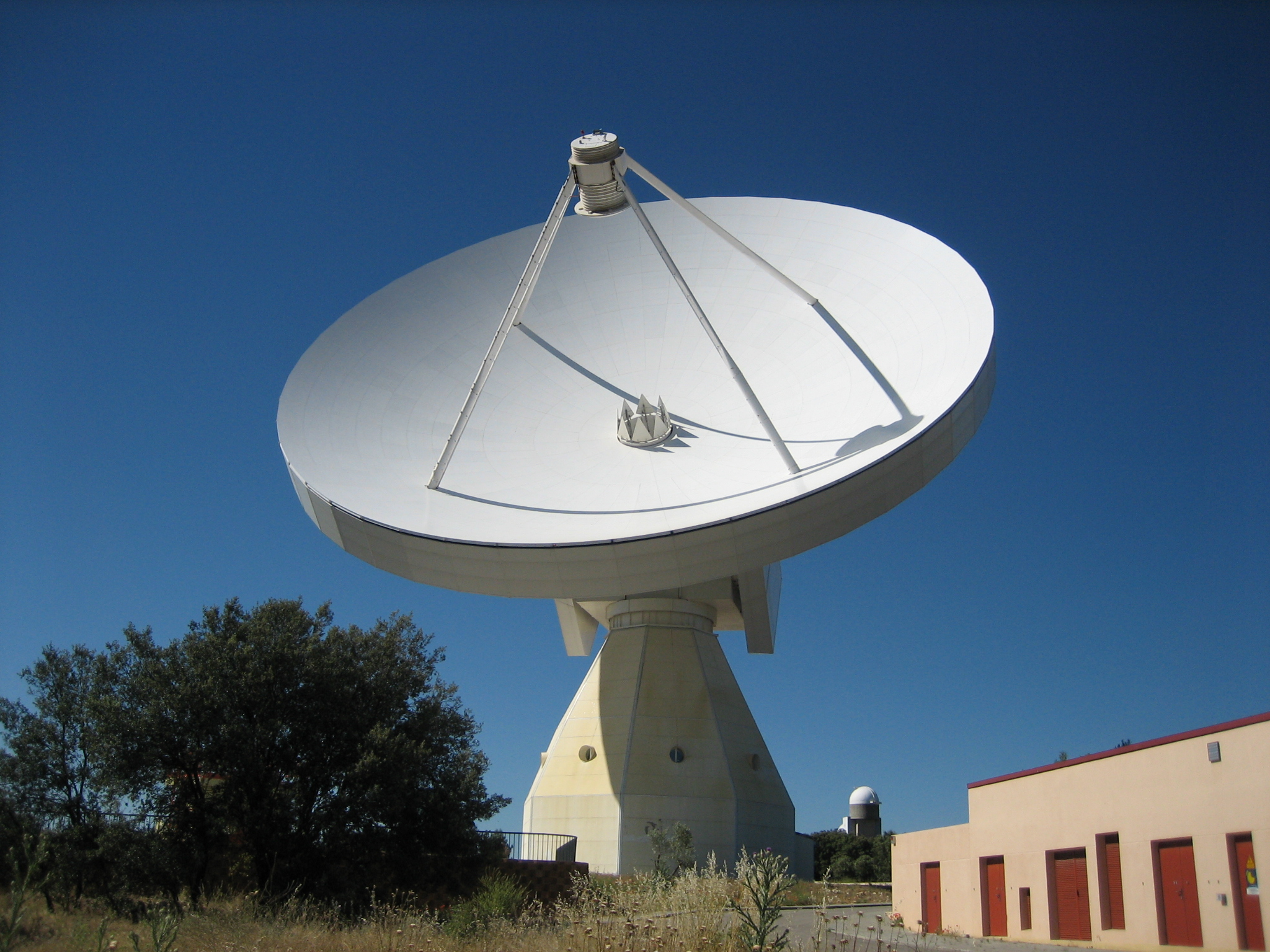
Radiotelescopio ARIES XXI del Centro Astronómico de Yebes, en la provincia de Guadalajara

En la Comunidad también se cuenta con dos centros innovación:
- El  (CAY): se sitúa en el municipio de Yebes (Guadalajara). constituye en la actualidad el centro de desarrollo técnológico más importante de cuantos forman el Observatorio Astronómico Nacional (OAN) y es uno de los diez centros de investigación científica totalmente españoles clasificados como Gran Instalación Científica.[12]

- El Instituto de Enfermedades Neurológicas de Castilla - La Mancha (IEN): situado en Guadalajara, se incardina dentro del Servicio de Salud de Castilla-La Mancha, y es el centro de referencia regional para el tratamiento neurorehabilitador de las personas con daño cerebral sobrevenido o adquirido, por parte de un equipo multidisciplinar, integrando todas las fases del proceso asistencial de estos pacientes según el grado de las secuelas.[13]

- El Centro Regional de Investigaciones Biomédicas (CRIB): se encuentra en Albacete, y es un centro universitario de investigación de la Universidad de Castilla-La Mancha que se crea en julio de 2000 junto con la Consejería de Sanidad de la Junta de Comunidades de Castilla-La Mancha, con el fin de fomentar la investigación biomédica en la región.[14]

- El Instituto de Sistemas Fotovoltaicos de Concentración (ISFOC): situado en Puertollano (Ciudad Real), fue promovido por la Consejería de Educación y Ciencia de la Junta de Comunidades de Castilla-La Mancha, y el Instituto de Energía Solar de la Universidad Politécnica de Madrid, con la colaboración del Ministerio de Educación y Ciencia. Su objetivo es el desarrollo e investigación de la tecnología fotovoltaica de concentración.[15]

- El Centro Nacional de Experimentación de Tecnologías de Hidrógeno y Pilas de Combustible (CNETHPC): localizado también en Puertollano (Ciudad Real), es un Consorcio Público gestionado entre el Ministerio de Economía y Competitividad y la Consejería de Educación, Cultura y Deportes de la Junta de Comunidades para la investigación científica y tecnológica sobre las tecnologías del hidrógeno, desde la generación, el almacenamiento y la purificación, hasta la transformación del elemento mediante las pilas de combustible, y la integración de dispositivos y aplicaciones con estas tecnologías, además de todo lo relativo a desarrollo de normativa y seguridad.[16]

## Sector Primario

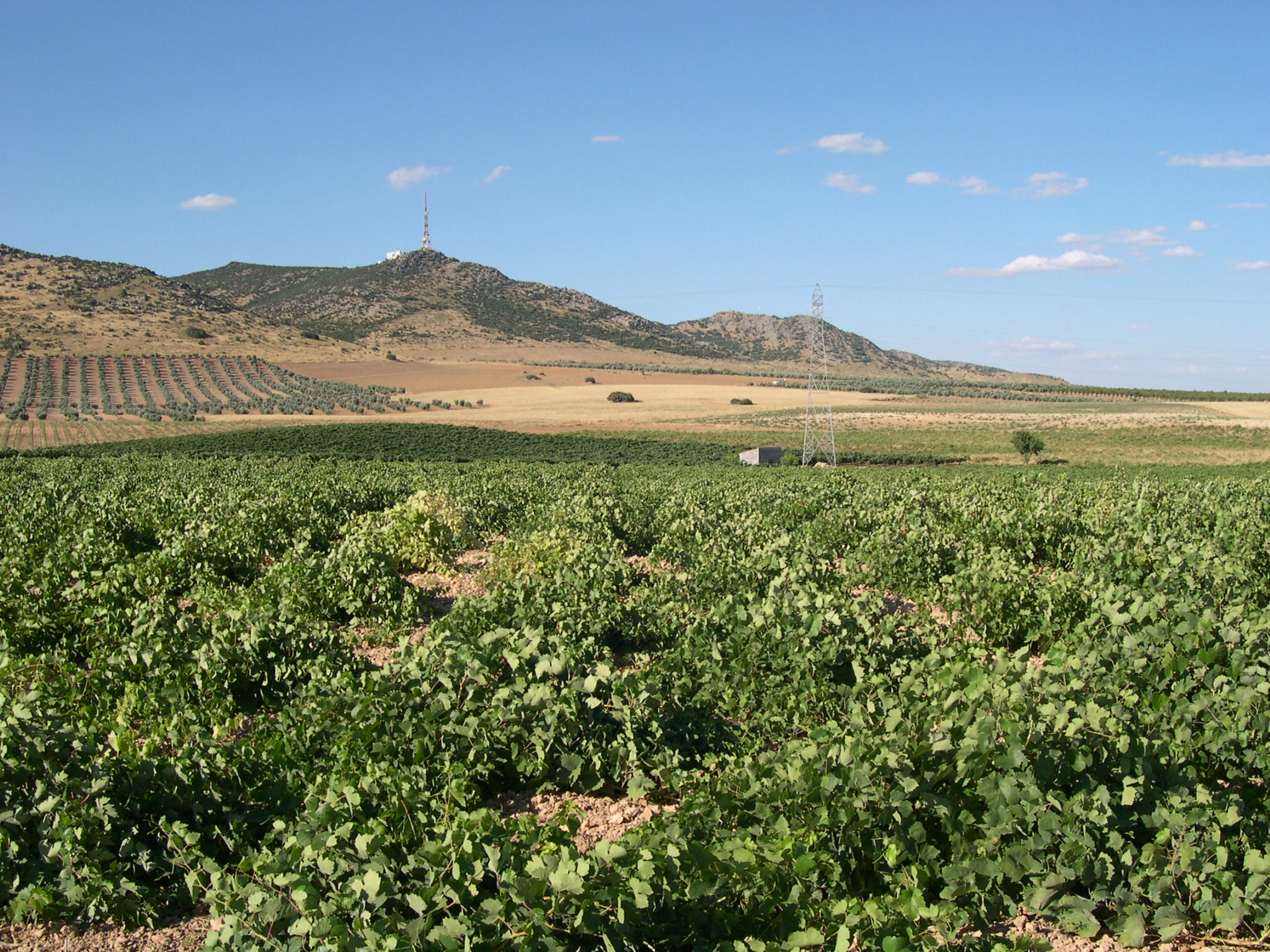
Viñedo en Ciudad Real

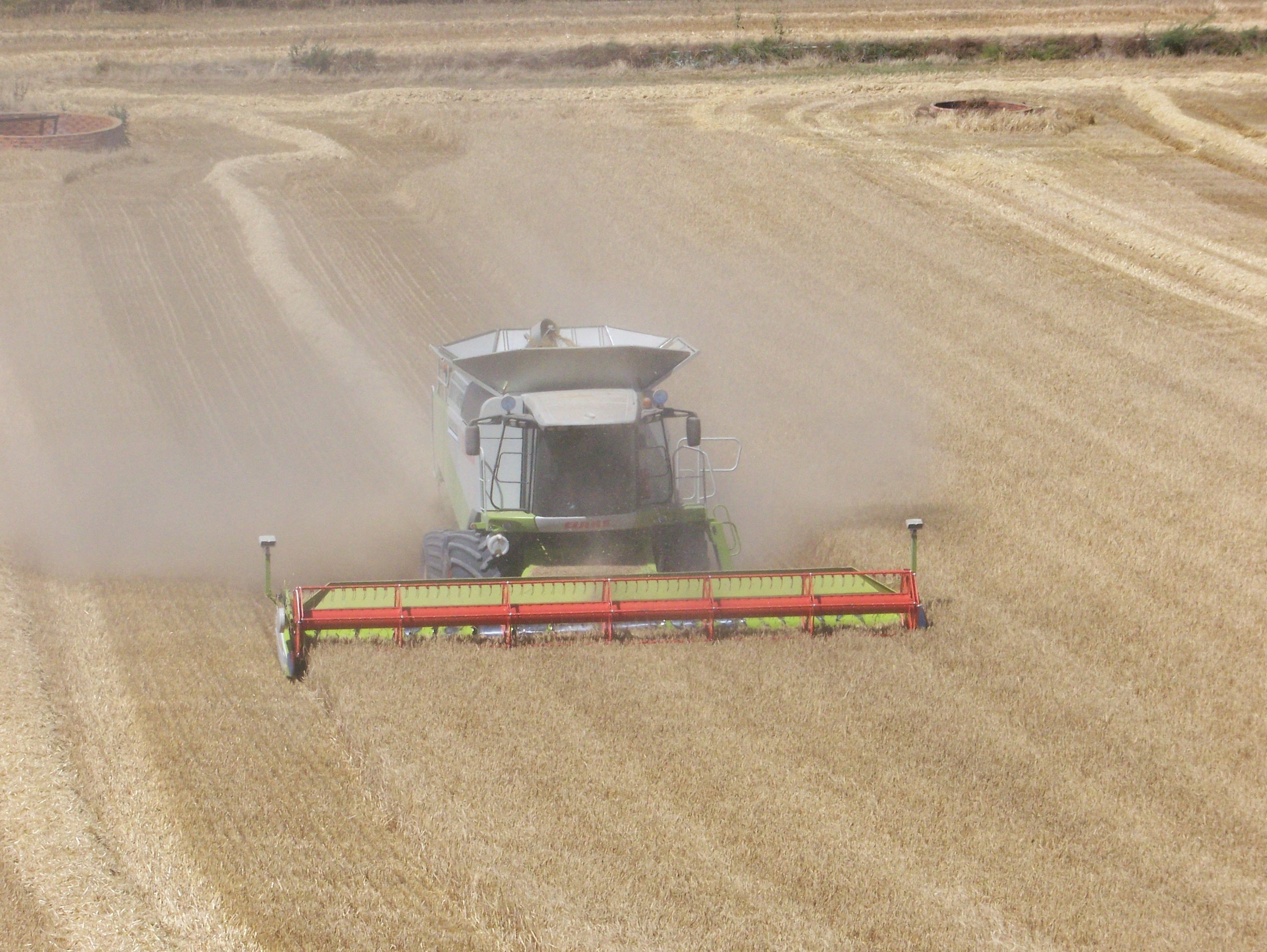
El cultivo del cereal es uno de los más importantes de la Comunidad

El sector primario en Castilla-La Mancha, en 2010, ocupaba al 6,3% de la población activa, y suponía el 4,9% del PIB de la Comunidad Autónoma, cifras indicativas de la fuerte implantación de la agricultura en la economía regional. Además, existían 2.507 empresas dedicadas a la industria alimentaria que disponían de 2.895 establecimientos.

### Agricultura
En 2007 existían en Castilla-La Mancha 131.729 explotaciones agrarias que cultivaban un total de 5.694.723 hectáreas. Entre las explotaciones, las más numerosas son las dedicadas al viñedo (15.768), seguidas del olivar (4.737).
Debido a la aridez del terreno, con un 52% del suelo de secano, las actividades agropecuarias se han basado históricamente en el cultivo del trigo (37%), vid (17,2%) y olivo (6,6%). Castilla-La Mancha posee una de las áreas más extensas de toda Europa para cultivo de la vid con casi 700.000 hectáreas. Este cultivo predomina en el oeste y suroeste de La Mancha, aunque está generalizado por toda la Comunidad. Castilla-La Mancha produjo en 2005 3.074.462 toneladas de uva, lo que supuso el 53,40% de la producción española. Tras la uva el producto agrario más producido es la cebada con el 25% del total nacional equivalente a 2.272.007 toneladas.
En términos de productividad y renta agraria, desde la incorporación de España a la Unión Europea el sector primario regional ha experimentado una evolución dinámica. Entre las razones de este comportamiento están unas tasas de crecimiento mayores que la media del país, el proceso de capitalización que ha provocado la necesaria especialización y modernización, que es la singladura de integración y externalización del sector, a través de la cual numerosas actividades desempeñadas anteriormente en el seno de las explotaciones agrarias han sido transferidas a otras esferas productivas. También las administraciones públicas han intervenido en esta evolución positiva con la articulación regional de la Política Agraria Común. Desde 1986, las subvenciones han sido determinantes en la formación de rentas del sector primario.
Agricultura Ecológica
En 2010 había en Castilla-La Mancha 4.921 operadores de agricultura ecológica entre productores (96'11%), elaboradores (3'49%), importadores (0,02%) y comercializadores (0,36%), lo que suponían el 15,37% del total de España, suponiendo la segunda Comunidad Autónoma en número de los mismos.
Además, estaban inscritas como superficies dedicadas a agricultura ecológica 259.419,22 hectáreas, que suponen el 15,71 % de la superficie total dedicada a este tipo de explotaciones en el conjunto del Estado, y que la sitúan en la segunda posición en el rango de Comunidades por superficie ecológica. Por cultivos destacan el cereal (25,18% de la superficie), pastos praderas y forrajes (18,82%), el olivar (11,31%) y la vid (11,25%).
Por provincias:
En Albacete existen 74.814,76 hectáreas dedicadas a la agricultura ecológica (28,83% del total de Castilla-La Mancha), y 1.516 operadores.
En Ciudad Real existen 70.605,81 ha (27,21% de Castilla-La Mancha) y 1.143 operadores ecológicos.
La provincia de Cuenca cuenta con 26.044,40 hectáreas (10,03% de C-LM) y 882 operadores.
Guadalajara dedica 15.917,67 hectáreas (6,13% de C-LM) y tiene 200 operadores.
Y Toledo posee 72.036,58 ha (27,76% del total de Castilla-La Mancha) y 1.180 operadores de agricultura ecológica.

### Ganadería

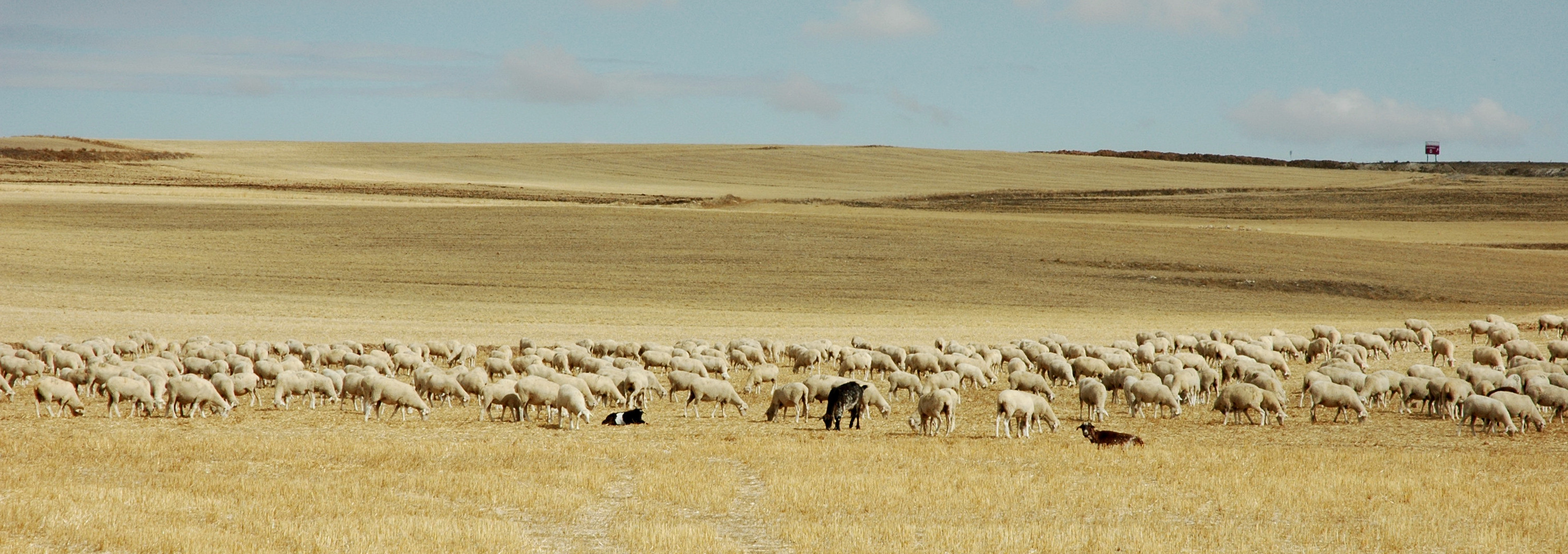
Pastoreo en la meseta castellana

La ganadería tiene una importancia relativa dentro de la economía de la Comunidad. En 2009 había 11.091 explotaciones ganaderas de entre las que destacan: las dedicadas a ganado ovino (5.434), las de ganado caprino (2.976), bovino (2.590) aves (1.975 sin contar avestruces), equino (1.940), porcino (1.199) y cunícola (312).
En 2010 el ganado más importante de la cabaña castellanomanchega era el ovino con 2.936.263 cabezas, seguida de la cabaña porcina con 1.582.179 cabezas, y a más distancia la caprina con 430.062 ejemplares y la bovina con 360.119 reses. La producción lechera fue de 362.874 litros, y la de huevos de gallina 270.310 docenas(2009).
En 2009 fueron sacrificadas 166.487 cabezas de ganado bovino, 1.689.223 de ovino, 81.611 de caprino, 3.441.833 de porcino, 14.872 aves y 3.005 conejos.
Ganadería Ecológica
En 2010 existían ganaderías
```
202 explotaciones ganaderas que practicaban la ecología, lo que suponía el 3,96 del total nacional. En este sentido destacaban las explotaciones dedicadas al 
sector ovino
 con el 45'54% de las explotaciones, aunque la cabaña ecológica estaba compuesta por 74.747 cabezas de ganado y 2.413 colmenas.
```

Por provincias, destaca Albacete con 78 explotaciones, seguida por Toledo con 55, después Ciudad Real con 51. Mucho más rezagadas se sitúan la provincia de Guadalajara con 13 y Cuenca con 5.

### Apicultura

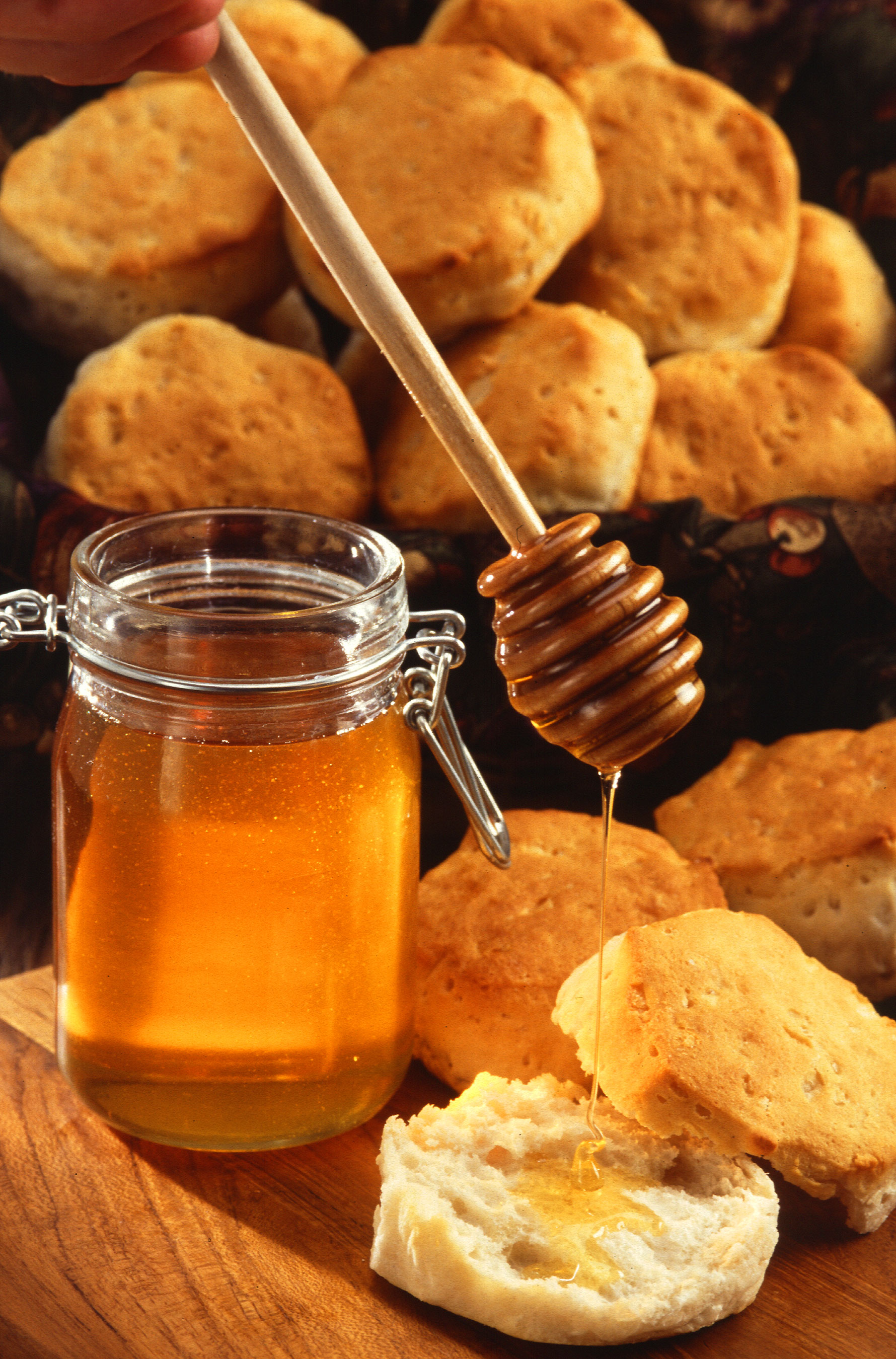
El sector de la miel ocupa un papel destacado en el sector primario castellano-manchego

Otro sector importante es el de la apicultura. En 2010 Castilla-La Mancha produjo 2.210 tm de miel (6,68% del total de la producción de España), con un claro predominio de la miel procedente de milflores. El total de explotaciones apícolas en 2011 ascendía a 1.657 (6,83% respecto al total de explotaciones apícolas del Estado), con un leve aumento respecto a años anteriores. El sistema productivo de las mismas variaba, con 898 explotaciones de carácter estante y 640 trashumante. En 2011 la Comunidad castellano-manchega contaba con un censo de 165.522 colmenas.
La Denominación de Origen Miel de La Alcarria, que agrupa a apicultores de las provincias de Cuenca y Guadalajara produjo en 2010 78.488 kilos, contaba con 52 apicultores y 9.862 colmenas.
Cada año se celebra en la localidad de Pastrana (Guadalajara) la Feria Apícola Internacional de Castilla-La Mancha Archivado el 17 de diciembre de 2014 en Wayback Machine. que, enclavada en la Comarca Natural de La Alcarria, es la más antigua de las ferias españolas dedicadas a este sector, reuniendo como expositores a las empresas del gremio más importantes de Europa e Iberoamérica.

### Silvicultura
Castilla-La Mancha posee más de 3 millones y medio de hectáreas de bosques y montes, que ocupan cerca del 45% del territorio, con extensas superficies de encinares, pinares y robledales, convirtiéndola en una de las más ricas de Europa desde el punto de vista natural. Su protección y conservación, genera riqueza y empleo en el medio rural, prueba de ello es la existencia de 2.681 empresas dedicadas al sector forestal en la Comunidad.
En 2010 en la Comunidad se plantaron más de 194 millones de árboles, incrementándose la superficie forestal arbolada en más de 800.000 hectáreas. Además, en 2009 respecto de aprovechamientos forestales, se cortaron 166.369 metros cúbicos con corteza entre coníferas y frondosas, extrayéndose 52.048 toneladas de leña.

### CazayPesca

#### Caza
El sector cinegético cuenta con una destacada importancia en Castilla-La Mancha más allá de su carácter ocio-deportivo, como generador de riqueza en el medio rural.
La Asociación de Productores de Caza de Castilla-La Mancha estima que este sector genera más de 5.000 empleos en puestos directos de trabajo, crianza y aprovechamiento de especies cazables, y 1.350.000 jornales, con una facturación de cerca de 240 millones de euros. Más de 7.000.000 de hectáreas son dedicadas al sector cinegético, de las que 5.121.674 están destinadas al aprovechamiento de caza menor y 1.869.524 hectáreas al de caza mayor. 
En cuanto al número de piezas, en Castilla-La Mancha se cobran anualmente más de 40.000 piezas de caza mayor (destacando el venado y el jabalí) y más de 3.000.000 piezas de menor (principalmente pedices con más de 1.300.000 piezas, seguida por el conejo, la liebre, y la paloma torcaz).

#### Pesca
La pesca continental también juega un papel importante dentro del sector primario castellanomanchego, contando con más de 150.000 aficionados fundamentalmente de las provincias de Albacete, Cuenca y Guadalajara en donde la calidad y oferta de sus aguas da lugar a buenos tramos trucheros, mientras que Ciudad Real y Toledo destacan sobre todo la pesca de ciprínidos: barbos, bogas y loinas, entre las especies autóctonas, y carpa, black-bass y lucio, entre las exóticas.

## Sector secundario: industria

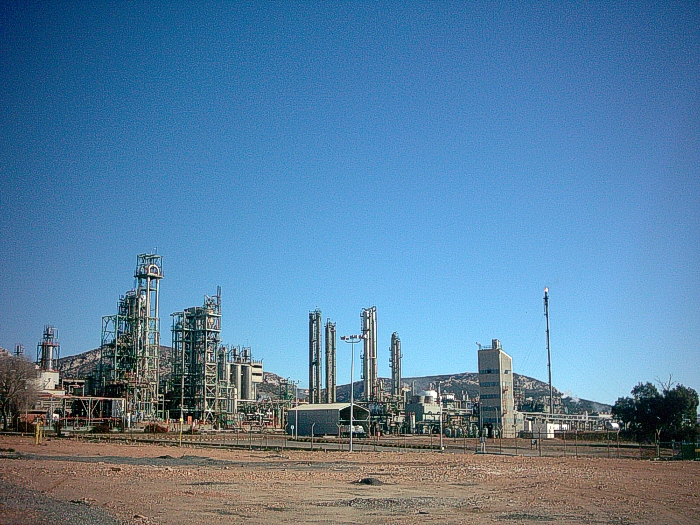
Vista parcial del complejo petroquímico de Puertollano

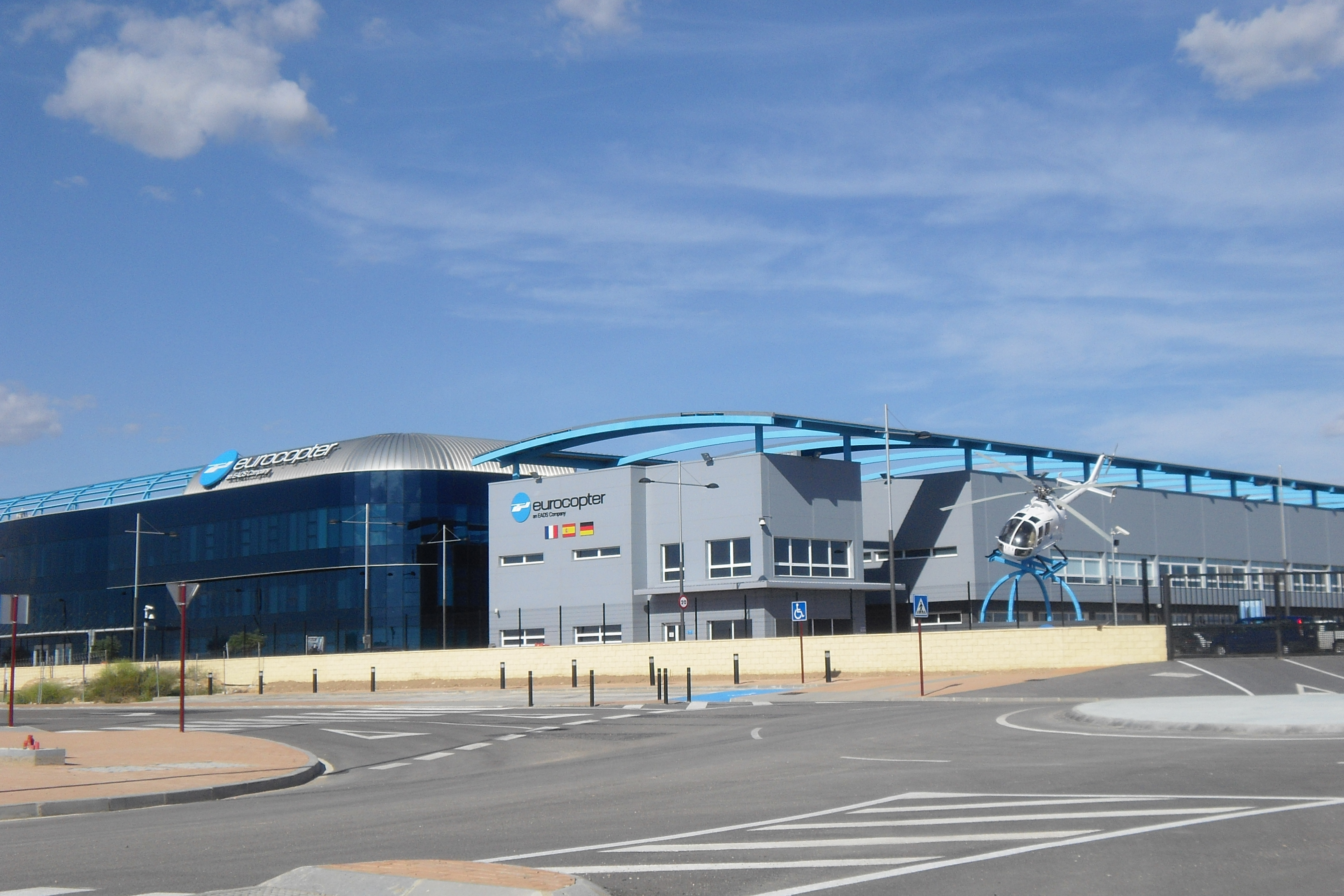
Factoría de Eurocopter España en el Parque Aeronáutico y Logístico de Albacete

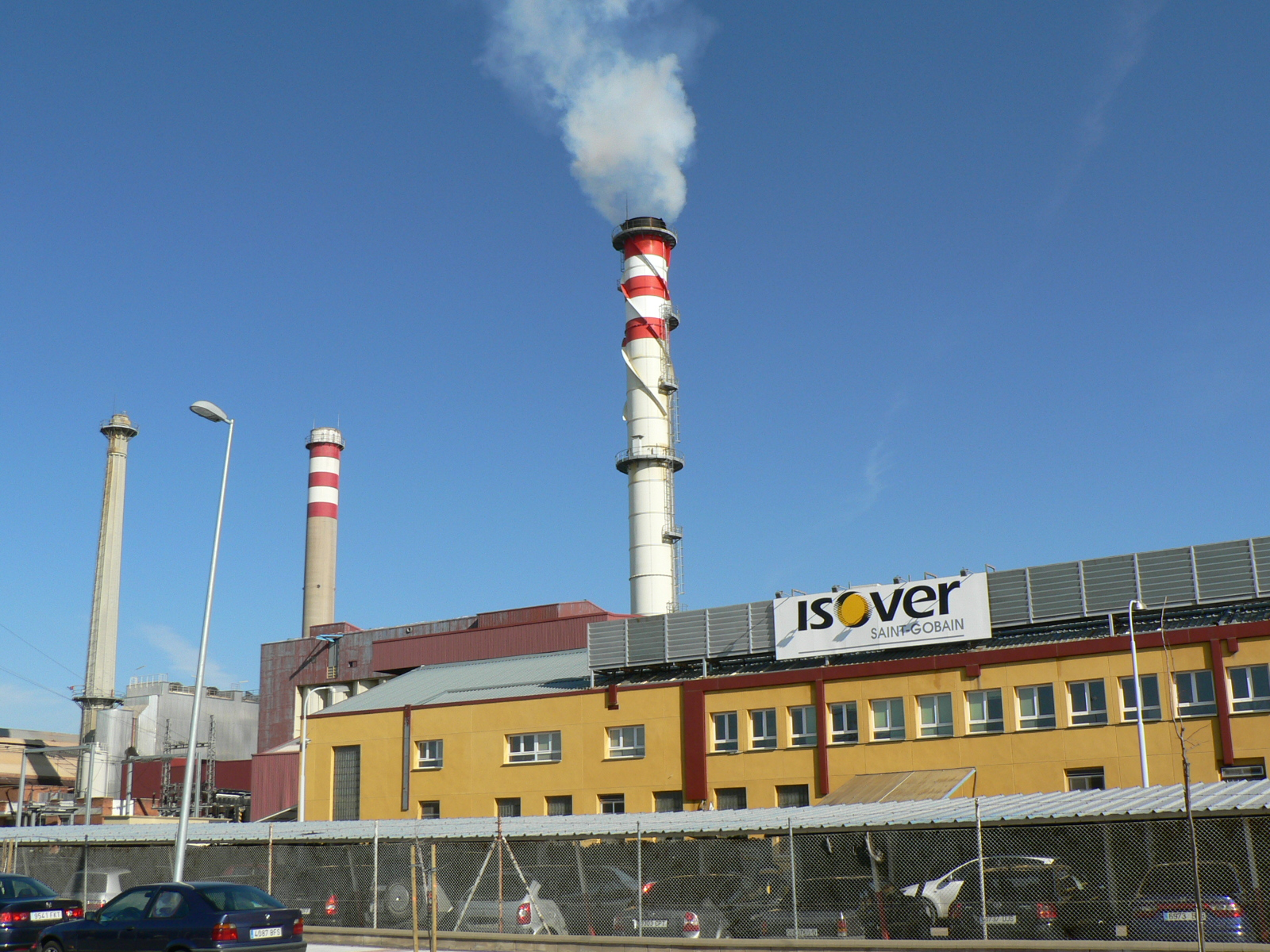
Fábrica cristalera de Azuqueca de Henares

La industria suponía en 2007 el 15% del Valor Añadido Bruto de Castilla-La Mancha, empleando a más del 17% de los ocupados. Las actividades industriales más destacadas son la producción de energía, la industria agroalimentaria, la manufacturera
de madera y mueble, del cuero y calzado, la producción de minerales no metálicos y el refino de
petróleo, entre otras.

### Áreas y Complejos Industriales
En Castilla-La Mancha el protagonismo de los espacios industriales ha sido muy escaso hasta época muy reciente. Como otros territorios de larga tradición rural, experimenta su proceso de industrialización con bastante retraso respecto a otras zonas del Estado.
A finales de los años cincuenta se crean varios "polígonos de descongestión" de la zona centro en Toledo, Guadalajara, Manzanares, Alcázar de San Juan,... que tuvieron un débil impacto en el desarrollo industrial de la Comunidad, aunque sentarían las bases del mismo. Progresivamente a estos espacios se irán sumando otros en las zonas urbanas más importantes como Albacete, o en áreas con cierta especialización sectorial como Almadén o Puertollano, a las que habrá que sumar las basadas en la agroindustria en los núcleos especializados de la llanura manchega Valdepeñas, Tomelloso o Villarrobledo.
A estos enclaves polarizados se irían sumando los territorios situados en los ejes de comunicación más importantes como el Corredor de Almansa, el Corredor del Henares o la Comarca de La Sagra.
Tras la incorporación a la Unión Europea la evolución del tejido industrial ha sido altamente positiva. El sector ha ganado peso en la estructura económica castellano-manchega, en relación con la evolución del sector a escala nacional. Los últimos datos sobre producción industrial (julio de 2006) sitúan a la región como la tercera comunidad donde más se incrementó este factor. El crecimiento medio anual del PIB industrial en el periodo 2000-2005 ha sido del 2,8%, frente al 1% nacional.
Entre 1982 y 2007 Castilla-La Mancha ha sido la Comunidad en donde más parques empresariales se han desarrollado (28 parques empresariales) y la segunda donde más suelo se ha puesto a disposición del tejido empresarial con 825 hectáreas. Además, en los últimos años se han creado más de 30 millones de metros cuadrados dedicados a industria.

### Construcción
El sector de la construcción ha sido durante los últimos años uno de los sectores más pujantes de la economía autonómica. En 2006 llegó a ocupar al 15,6% de la población, suponiendo el 10,06% del PIB de Castilla-La Mancha. Dentro de la construcción el sector inmobiliario es el mayoritario. En este sector destacan grandes promociones inmobiliarias como la construcción de una ciudad nueva de 30.000 habitantes, Ciudad Valdeluz, en Yebes (Guadalajara), 13.000 viviendas en Seseña (Toledo) o el Reino de Don Quijote en Ciudad Real con 9.000 viviendas y 4.000 plazas hoteleras.

### Energía

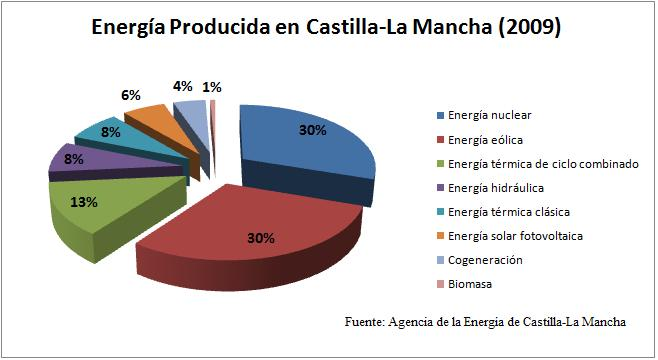
Distribución de la energía producida en Castilla-La Mancha en 2009

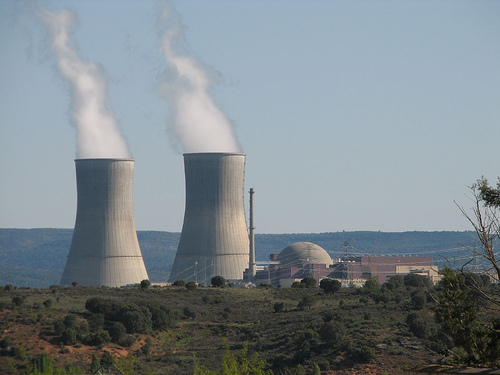
Central nuclear de Trillo en Guadalajara

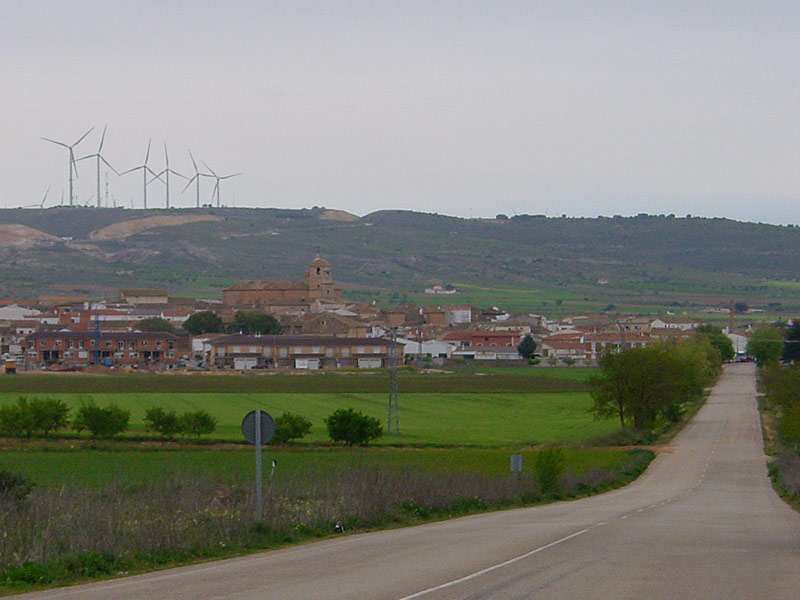
Imagen de Sisante (Cuenca) con su parque eólico al fondo

Castilla-La Mancha produjo en 2009 el 8,46% del total de energía producido por España, alcanzando un índice de autoabastecimiento energético del 45,19%, exactamente 3.414,76 de los 7.555,772 Ktep consumidos, más del doble del índice estatal (20,06%). 
El consumo de energía primaria en Castilla-La Mancha en el año 2009 fue de 8.523.256,19 tep, un 4,64% inferior al del año anterior, lo que conlleva un menor consumo primario por habitante de 3,63 tep/hab (frente a los 4,04 de 2008). 
En el 2009 la generación eléctrica se ha incrementado en un 5,01%, produciéndose total de 25.454.336,38 MWh, que la convierten en la Comunidad líder en la exportación de energía eléctrica (2009).
La provincia con mayores índices de producción de energía es Guadalajara, con el 36%, seguida de Albacete con el 22%, Toledo con el 18%, Ciudad Real con el 13%, y Cuenca con el 11% del total.
Las centrales térmicas ubicadas en la comunidad son las siguientes:
| Nombre                         | Localidad             | Provincia   | Propietario              |
| ------------------------------ | --------------------- | ----------- | ------------------------ |
| Central térmica de Elcogas     | Puertollano           | Ciudad Real | Elcogas                  |
| Central térmica de Puertollano | Puertollano           | Ciudad Real | E.ON                     |
| Central térmica de Aceca       | Villaseca de la Sagra | Toledo      | Iberdrola y Unión Fenosa |

La energía nuclear es la que más se produce en Castilla-La Mancha al representar más del 30% del total de la producción de energía eléctrica, siendo la Central nuclear de Trillo, de 1.077 MW, en la provincia de Guadalajara la única existente actualmente, puesto que la Central nuclear de Zorita cesó su actividad en 2006.
En diciembre de 2011 se decidió la ubicación del Almacén Nuclear Centralizado en el municipio conquense de Villar de Cañas. 
En total la producción energética de origen térmico y nuclear ascendió a 13.002 GWh en Castilla-La Mancha en 2009.

#### Energías renovables
Actualmente se encuentra en fuerte expansión la producción de energía de origen renovable, destacando la eólica en la que la comunidad ocupaba en 2009 el segundo puesto nacional con 3.524 MW de potencia instalada y la solar.
Así mismo Castilla-La Mancha es el principal productor de energía fotovoltaica del país, con una capacidad instalada de 923 MW.
Debido a la importancia del sector, la Junta de Comunidades de Castilla-La Mancha mediante la Ley 7/1999 la Agencia de Gestión de la Energía de Castilla-La Mancha S.A.U Archivado el 19 de agosto de 2013 en Wayback Machine. (AGECAM).

#### Sector aeronáutico

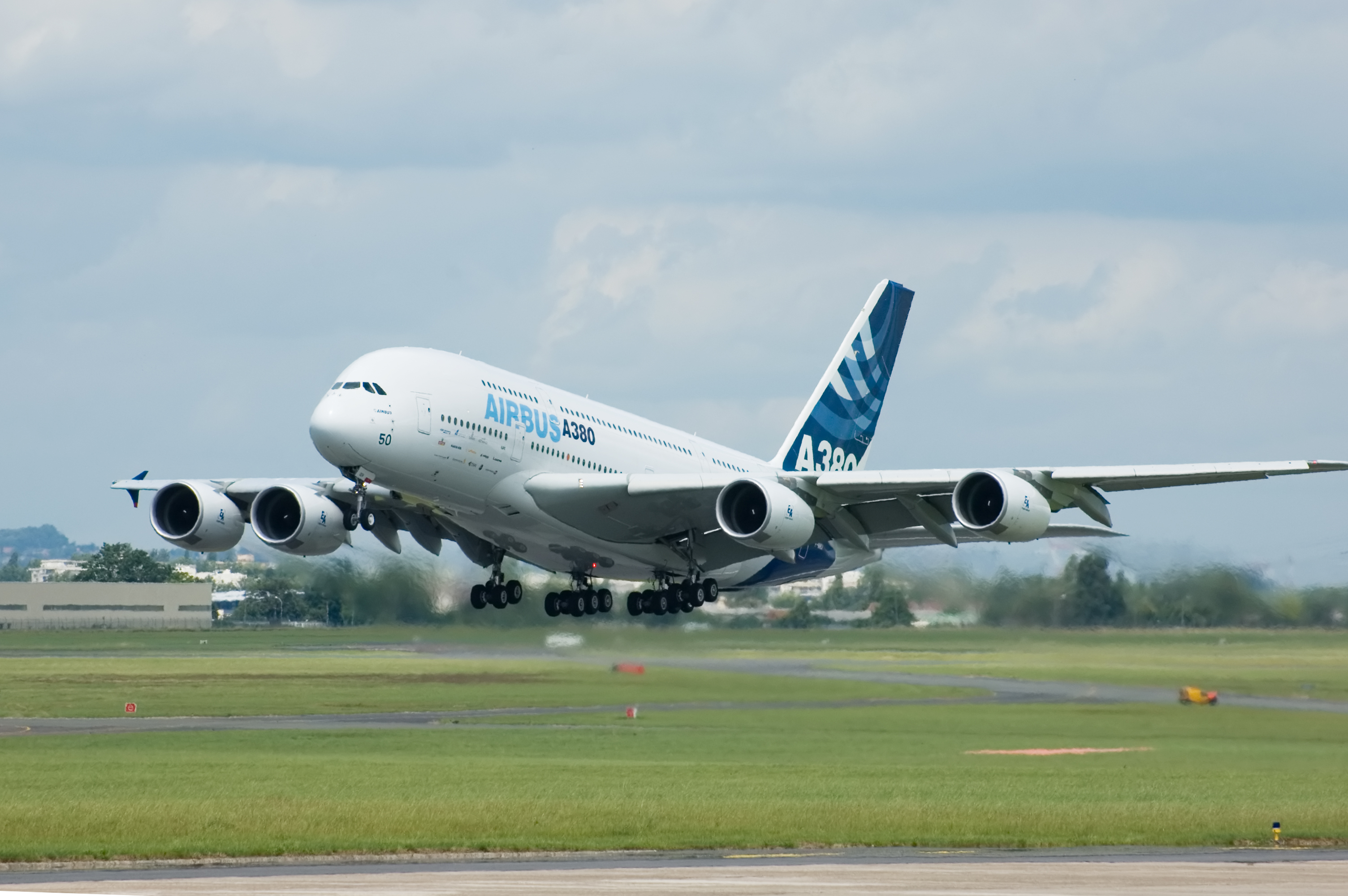
La factoría de Illescas (Toledo) participa en la construcción del Airbus A380, considerado el mayor avión de pasajeros del mundo

El sector aeronáutico se está convirtiendo en uno de los más pujantes de la Comunidad, generando el 3,2% del Valor Añadido Bruto de Castilla-La Mancha, cerca de 3.000 empleos, y transformando el 10% mundial de fibra de carbono para uso aeronáutico.
Fruto de ello es la creación del Clúster Aeronáutico de Castilla-La Mancha en 2009 con la participación de las empresas más importantes del sector (Airbus, Eurocopter, Aernnova, Amper, Altran o Inaer). En este sentido destaca el llamado triángulo aeronáutico formado por:
- Parque Aeronáutico y Logístico de Albacete.
- EL Parque Industrial y Tecnológico de Illescas (Toledo), con la planta de Airbus.
- Sede y centro de simulación de Almagro (Ciudad Real).

El sector aumentó su facturación un 222% entre 2002 y 2009, dando empleo a cerca de 3.000 personas, e imponiéndose como industria motriz de otras afines.

## Tercer sector

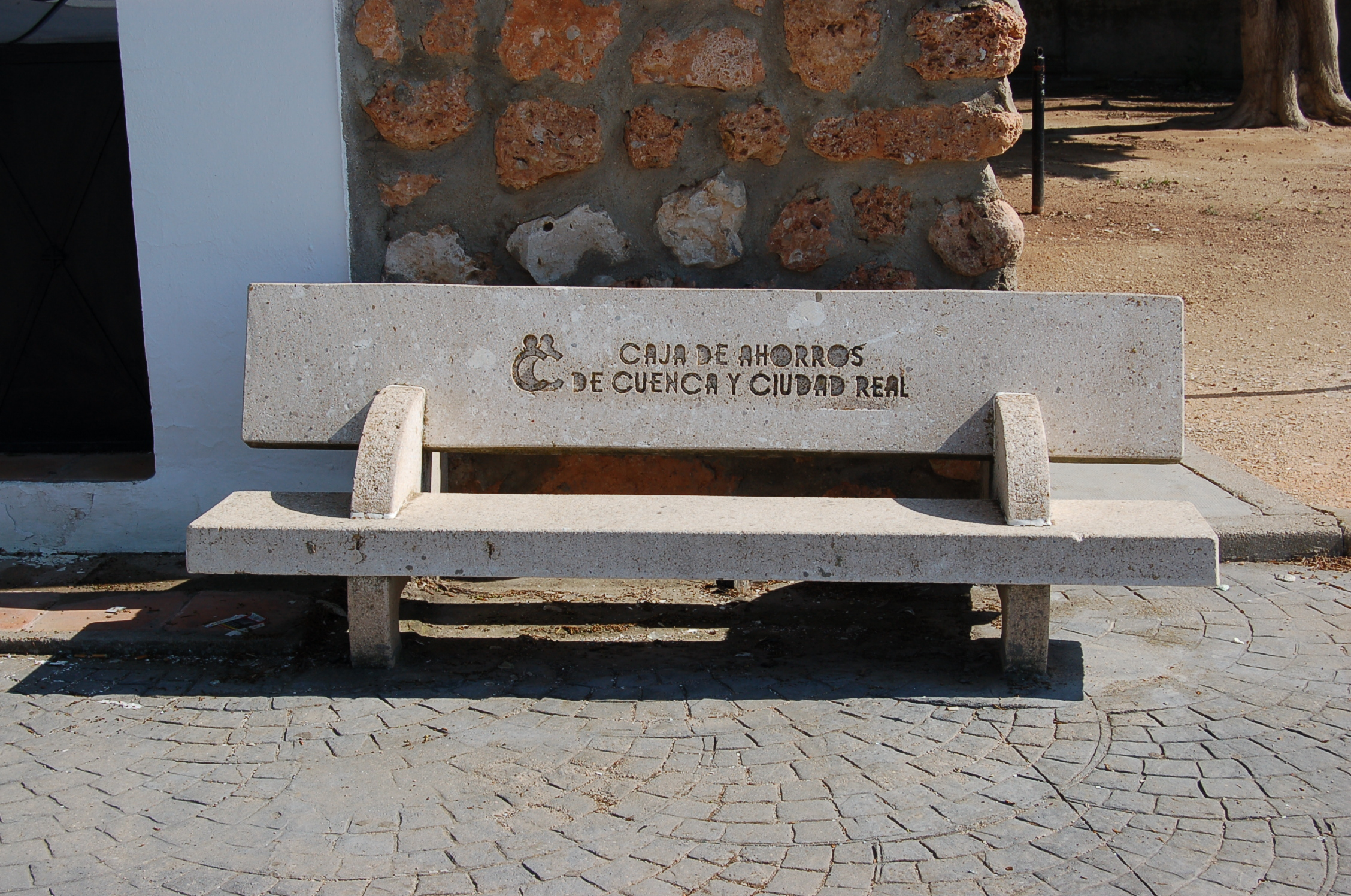
La Caja de Ahorros de Cuenca y Ciudad Real fue una de las cajas de ahorro castellano-manchegas que se consolidaron en 1992 en Caja Castilla-La Mancha, la cual desapareció como entidad financiera en 2010.

El sector servicios es el más importante en todos los ámbitos de la economía regional. Ocupa al 55,5% de la población activa y representa el 49,78% del PIB según el CES (2006). A pesar de que el sector servicios tiene una implantación muy considerable en la economía aún está lejos de la media nacional (67,2%). El sector servicios está conformado por los siguientes subsectores, comercio, turismo, hostelería, finanzas, administración pública, y administración de otros servicios relacionados con la cultura y el ocio.

### Comercio

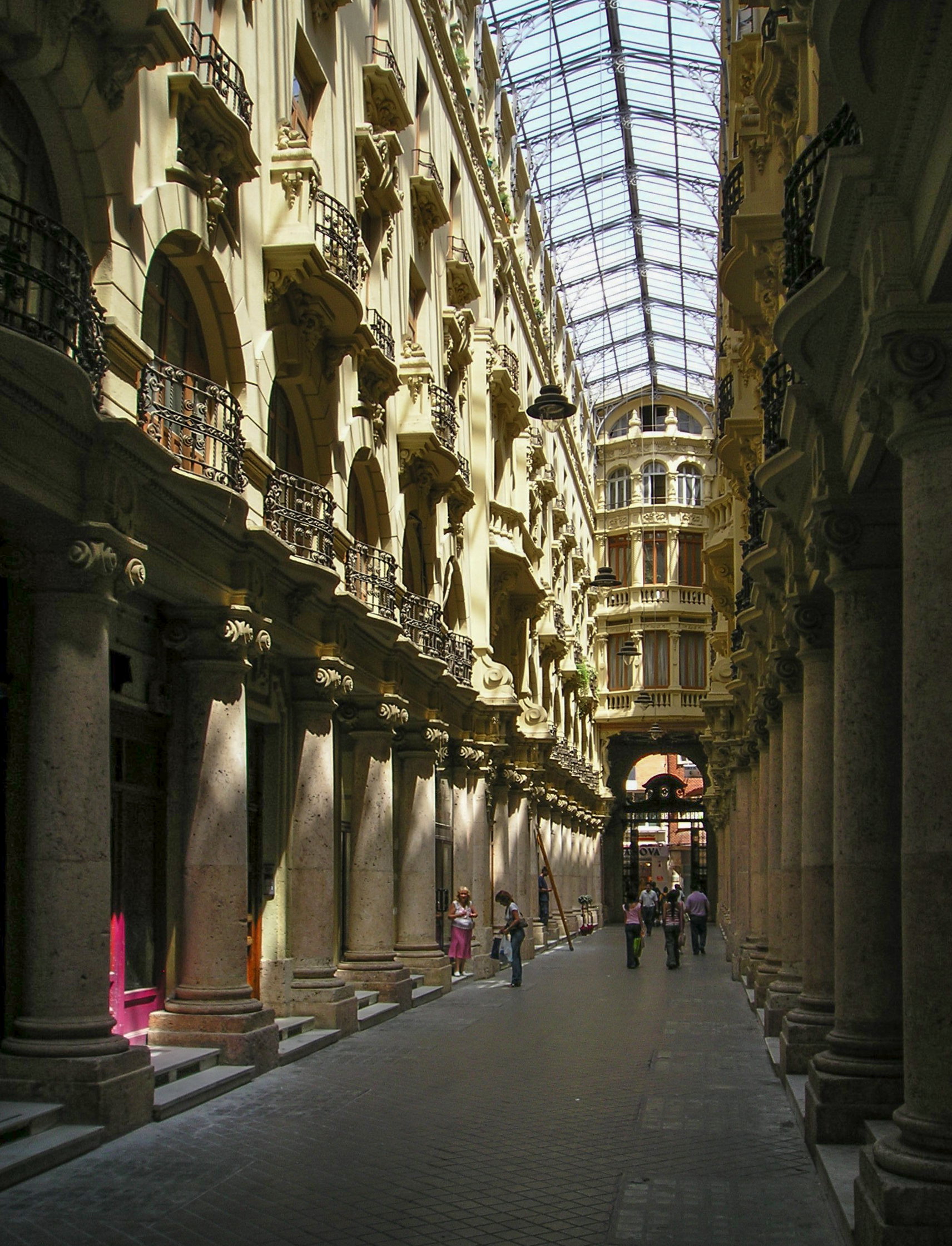
Interior del Pasaje de Gabriel Lodares en Albacete, galería comercial de principios del siglo XX

El modelo distributivo de Castilla-La Mancha se corresponde con un dualismo comercial en donde coexisten grandes organizaciones comerciales (preferentemente grandes superficies) con pequeños comercios. En 2007 los principales distribuidores en el mercado
de productos de gran consumo (Mercadona, Carrefour,Dia Eroski, Ahorramás Archivado el 12 de mayo de 2012 en Wayback Machine. y Eco Mora, este último de capital 100% castellanomanchego) concentran el 53,3% del mismo.
El sector comercial constituía (en 2007) el 11,24% del Valor Añadido Bruto de la Comunidad, dando empleo al 14,32% de la población ocupada (con una tasa de empleo femenino del 46,34% de la población ocupada), y representando el 26,88% del tejido empresarial de la misma.
La actividad comercial de Castilla-La Mancha se articula en torno a seis áreas comerciales. Según el anuario de La Caixa:
- Área comercial de Albacete, con 556.723 habitantes, abarcando 154 municipios de las provincias de Albacete, Ciudad Real, Cuenca, Jaén y Valencia
- Área comercial de Ciudad Real, con 600.794 habitantes, abarcando 116 municipios de las provincias de Ciudad Real, Cuenca, Badajoz, Albacete y Toledo.
- Área comercial de Cuenca, abarcando 137.728 personas y 182 municipios de la provincia de Cuenca.
- Área comercial de Guadalajara que engloba a 248.132 personas y 287 municipios de la provincia de Guadalajara.
- Área comercial de Toledo que abarca a 436.769 personas de 114 municipios de la provincia de Toledo.
- Área comercial de Talavera de la Reina con 279.962 personas y 159 municipios de las provincias de Toledo, Ávila, Badajoz, Cáceres y de Ciudad Real.

En 2011 se dedicaban en Castilla-La Mancha 4.818.967 metros cuadrados a actividades comerciales distribuidos por 38.307 comercios, existiendo 24 centros comerciales con una superficie de 463.174 metros cuadrados.

### Turismo

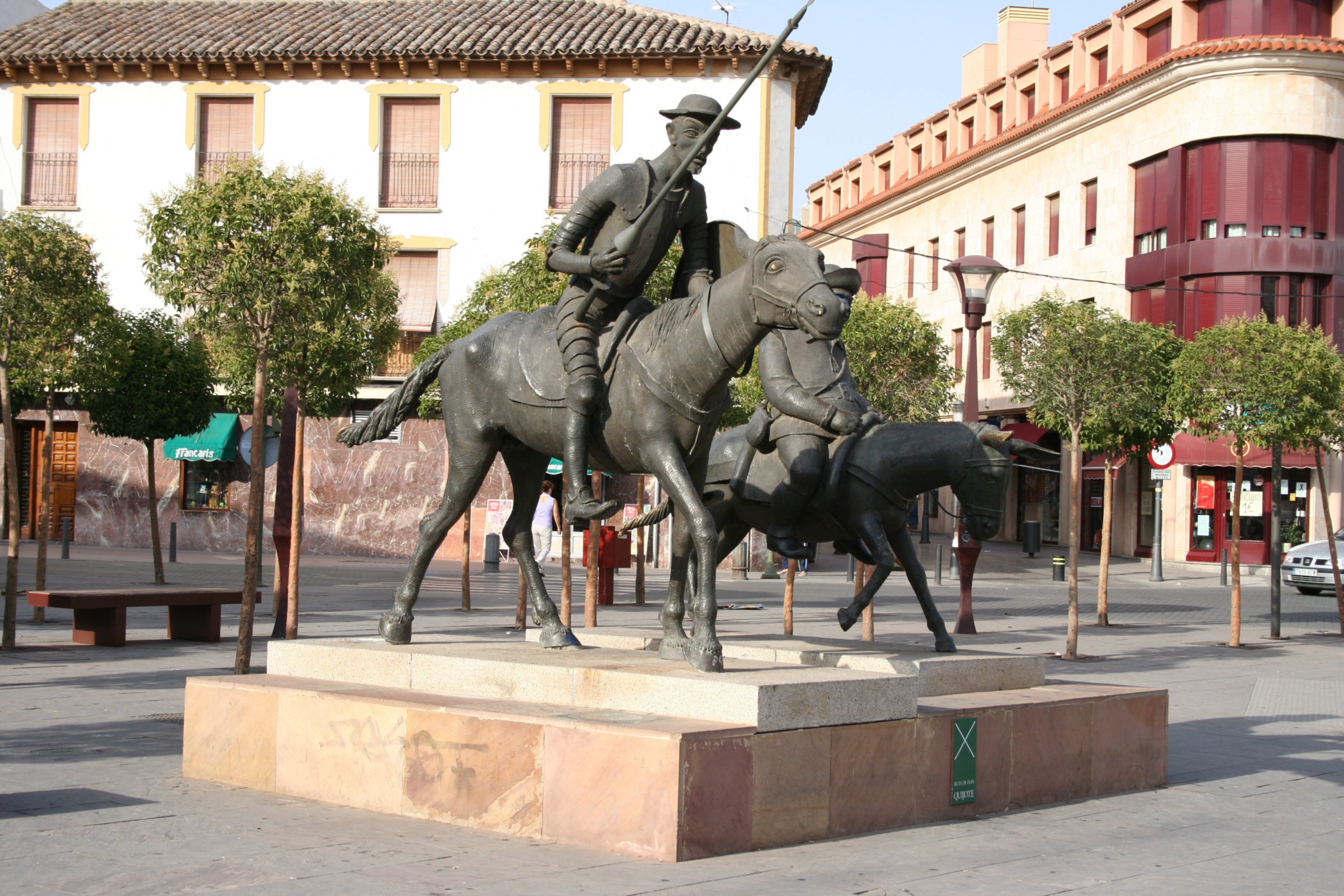
Escultura de Don Quijote de La Mancha y Sancho Panza en Alcázar de San Juan (Ciudad Real)

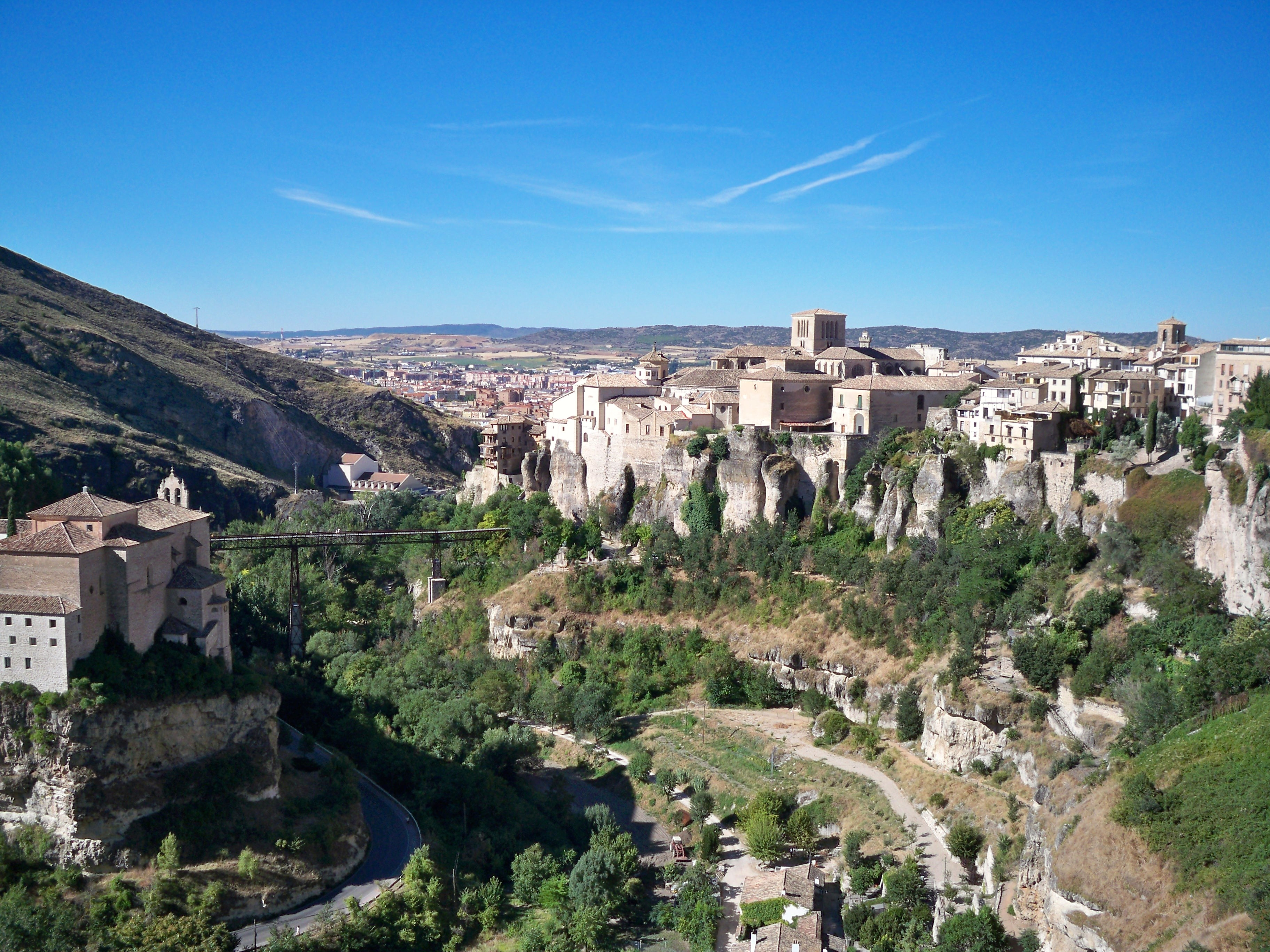
Vista de la hoz del río Huécar en Cuenca

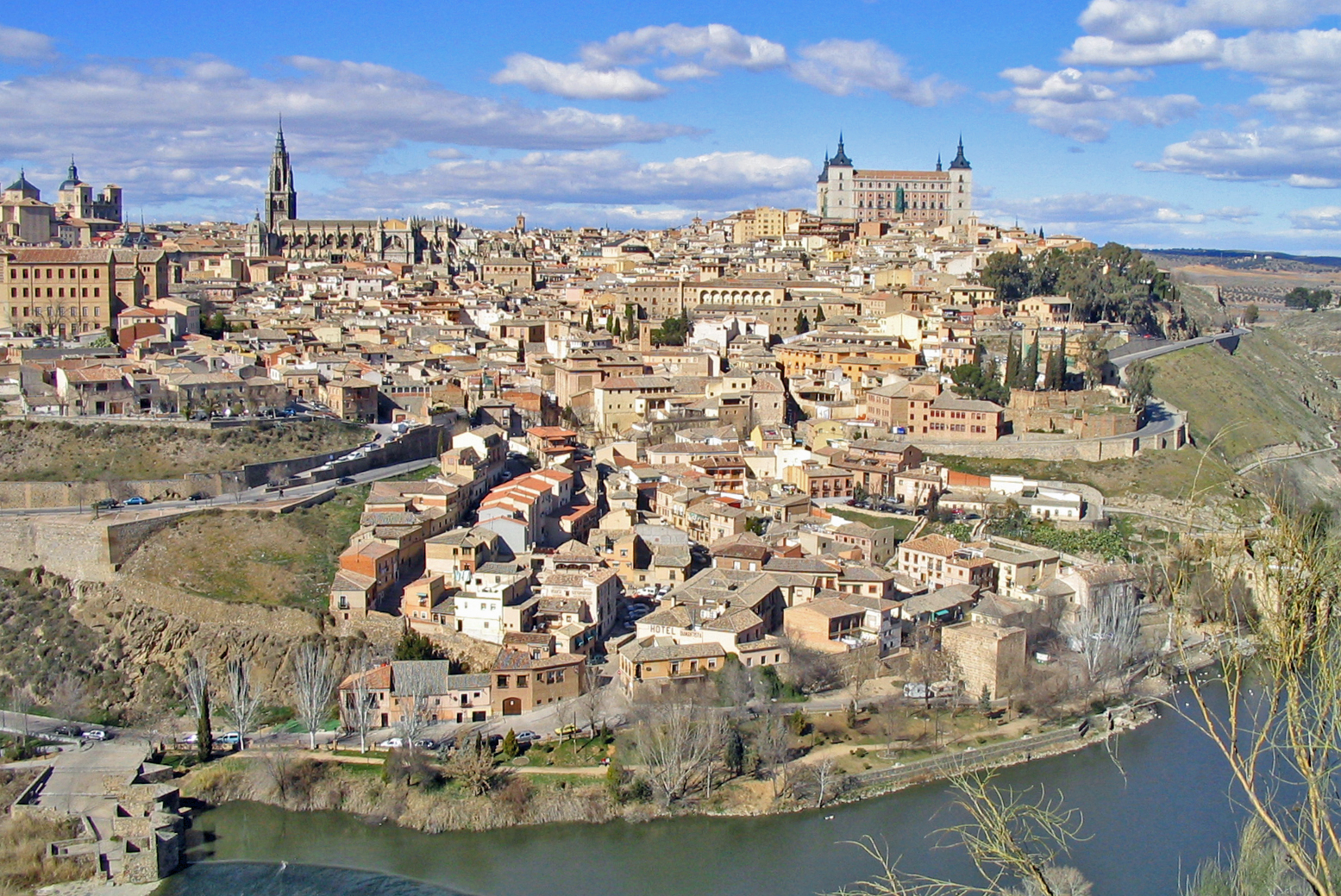
Vista panorámica del casco antiguo de Toledo

Dentro del sector servicios destaca el turismo, que ha experimentado en Castilla-La Mancha un desarrollo muy positivo durante los últimos años, y que la han situado entre los principales destinos turísticos del interior de España. Prueba de ello ha sido la creación del Instituto de Promoción Turística de Castilla-La Mancha, que pretende promocionar y difundir los recursos turísticos de la Comunidad.
El patrimonio histórico y monumental es uno de los principales ejes vertebradores del turismo en la Comunidad. En este sentido hay que destacar la declaración por parte de la UNESCO como Patrimonio de la Humanidad de los cascos históricos de las ciudades de Toledo (1986) y Cuenca (1996), que cuentan con una importante oferta museística y monumental. Además, existen multitud de localidades en las cinco provincias, que disfrutan de un imponente legado histórico-cultural como Alcaraz, Chinchilla de Montearagón, Ciudad Real, Villanueva de los Infantes, Belmonte, Huete, Atienza, Budia, Tembleque o Mora (entre otras).
La Comunidad es conocida universalmente gracias a las andanzas de Don Quijote de la Mancha, personaje creado por la pluma de Miguel de Cervantes, y que en su cuarto centenario ha sido reavivado como potencial vínculo turístico. De entre otras iniciativas destaca la Ruta de Don Quijote, corredor turístico más largo de Europa, que, a lo largo de sus 2.500 kilómetros, atraviesa 146 municipios y recorre los principales
espacios naturales y culturales de Castilla-La Mancha.
Junto al turismo cultural y monumental, la Comunidad cuenta con una importante oferta de turismo de naturaleza (parques nacionales, naturales y reservas), muy vinculado al turismo rural, y que se ha convertido en un motor de desarrollo y empleo en los municipios más pequeños.
Relacionados con la idiosincrasia castellanomanchega se encuentra el enoturismo (Castilla-La Mancha cuenta con la mayor extensión de cultivo de vid de todo el mundo), o el turismo de tradiciones en donde la cultura popular se mezcla con el ambiente festivo (romerías, procesiones, festivales, etc).
Además de ello, en los últimos años se ha impuesto otro tipo de turismo de carácter más urbanita, el turismo ferial y de congresos, sin olvidar el turismo gastronómico, o la creación de varias rutas cinematográficas (Amanece que no es poco o sobre el director Pedro Almodóvar) en diferentes puntos de la Comunidad.
Cifras del sector
El sector turístico generó en 2007 el 9% del total del empleo de la Comunidad (75.942 puestos), con un crecimiento del 27% de los locales dedicados al mismo entre 2001 y 2006. Además, el sector motivó en 2009, unos ingresos de 1.646 millones de euros, con una media por local de 130.034 €.
Castilla-La Mancha cuenta en 2011 con 37.071 plazas hoteleras repartidas en 1.026 establecimientos (hoteles, hostales,...). En cuanto a alojamiento rural, la cifra de establecimientos asciende a 1.683, con un total de 11.697 plazas de alojamiento.
Los extranjeros que más visitan la Comunidad son procedentes de Francia, Reino Unido, Estados Unidos y Alemania, con un gasto medio de 100.60€ de media
En 2010, se realizaron 11.356.000 viajes de españoles, con una estancia media de 3,7 días dentro de Castilla-La Mancha, mientras que los turistas extranjeros fueron 152.000, éstos con una estancia media mucho más elevada de 9,6 días.

### De carácter provincial
- Provincia de Albacete
- Provincia de Ciudad Real
- Provincia de Cuenca
- Provincia de Guadalajara
- Provincia de Toledo

### Otros
- Corona de Castilla
- Castilla la Nueva
- Castellanismo
- La Mancha
- Regionalismo manchego